# Zwerg-Soldanelle
Die Zwerg-Soldanelle (Soldanella pusilla), auch Zwerg-Alpenglöckchen genannt. ist eine Pflanzenart aus der Gattung der Alpenglöckchen (Soldanella) innerhalb der Familie Primelgewächse (Primulaceae). Andere Trivialnamen lauten Kleines Alpenglöckchen (Schweiz) und Zwerg-Troddelblume.

## Beschreibung

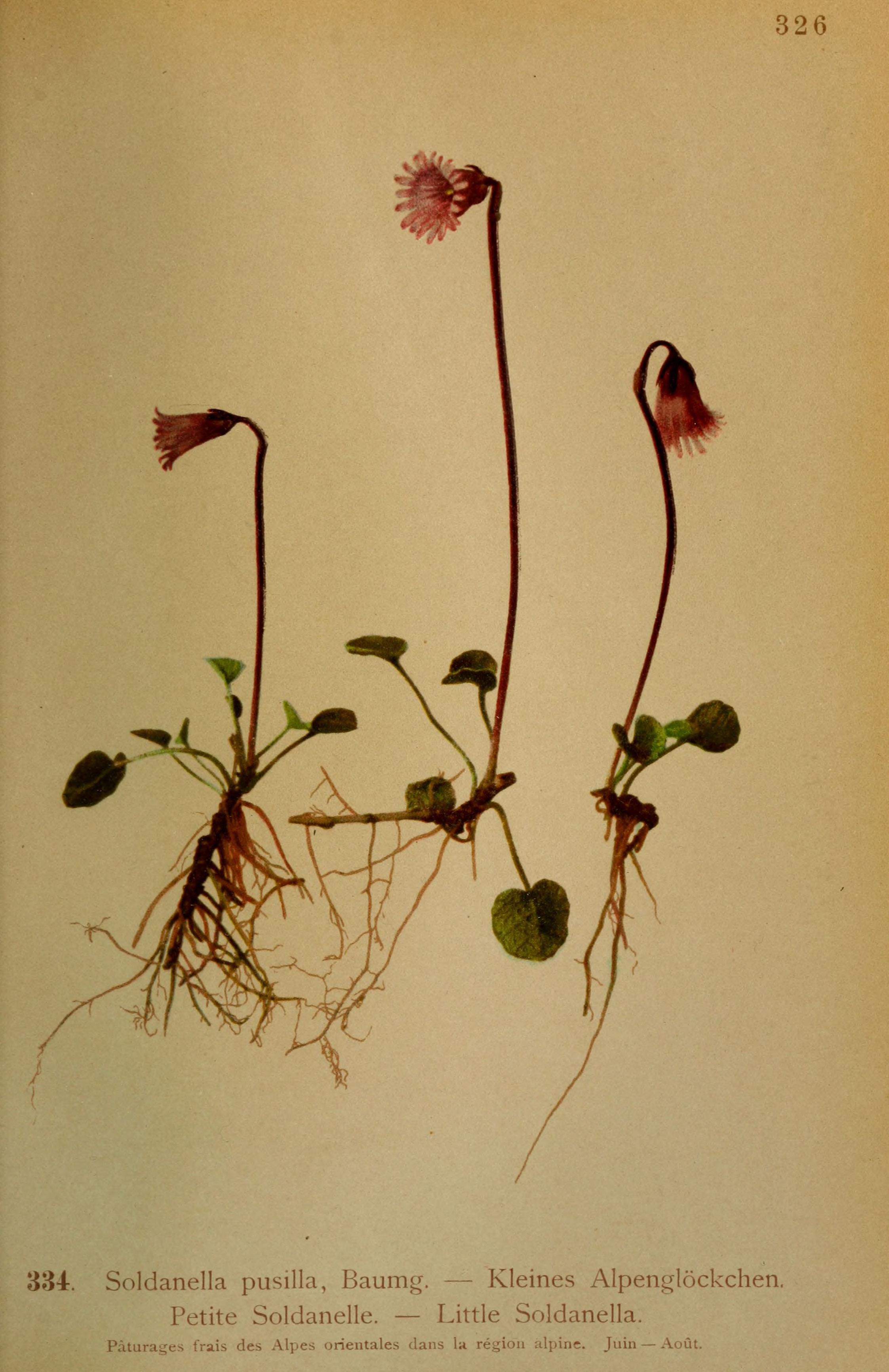
Illustration aus Atlas de la flora alpine, Tafel 334

Details zur Beschreibung siehe Unterarten.

### Vegetative Merkmale
Die Zwerg-Soldanelle ist eine immergrüne, ausdauernde, krautige Pflanze, die Wuchshöhen von 2 bis 10 Zentimetern erreicht. Die grundständigen Laubblätter sind in Blattstiel und Blattspreite gegliedert. Der Blattstiel ist dünn und lang. Die einfache Blattspreite ist bei einem Durchmesser von bis zu 10 Millimetern rundlich-nierenförmig.

### Generative Merkmale
Die Blütezeit reicht von Mai bis August. Sie hat einen aufrechten, blattlosen Blütenstandsschaft. Die endständigen Blüten stehen meist einzeln oder zu zweit.
Die zwittrigen Blüten sind fünfzählig mit doppelter Blütenhülle. Die fünf violetten, lilafarbenen Kronblätter sind bei einer Länge von 10 bis 15 Millimetern bis mindestens drei Viertel ihrer Länge trichterförmig, eng glockenförmig verwachsen (die Alpen-Soldanelle bis zur Mitte).
Die Kapselfrucht öffnet sich mit fünf Zähnen.
Die Chromosomenzahl beträgt 2n = 40.

## Vorkommen
Die Zwerg-Soldanelle ist in den Zentralalpen, Ostalpen, Karpaten, im Apennin und im Balkan verbreitet. In den Nördlichen Kalkalpen kommt sie selten und nur auf entkalkten Böden vor. In den östlichen Teilen der Zentralalpen kommt sie zerstreut vor, nach Westen dehnt sich ihr Verbreitungsgebiet bis ins Kandertal aus, auch in den nördlichen Teilen der Südalpen tritt sie zerstreut auf. In Deutschland kommt sie vor allem in den Allgäuer Alpen und den Berchtesgadener Alpen vor. In den Allgäuer Alpen kommt sie von 1600 Meter bis zu einer Höhenlage von 2300 Metern im Vorarlberger Teil am Elferkopf-Wintergipfel vor. Sie steigt in Graubünden bis zu einer Höhenlage von 2900 Meter und im Kanton Wallis bis zu 3100 Metern auf. Die Art ist in Deutschland durch die BArtSchV besonders geschützt.
Die Zwerg-Soldanelle bevorzugt Schneetälchen, feuchte Standorten in schütteren alpinen Rasen und Schneetälchen in Höhenlagen von meist 1800 bis 3100 Metern. Sie gedeiht am besten auf kalkarmen oder kalkfreien, sehr stickstoffarmen, feucht-nassen, humusreichen, steinigen, lange schneebedeckten Lehmböden. Sie bildet an ihren Standorten oft individuenreiche Bestände. An ihren Standorten entfalten sich die ersten Blüten oft schon, solange noch Schnee liegt. Sie ist eine Charakterart des Verbands Salicion herbaceae, kommt aber auch in schneefeuchten Pflanzengesellschaften der Verbände Nardion oder Caricion curvulae vor.
Die ökologischen Zeigerwerte nach Landolt et al. 2010 sind in der Schweiz: Feuchtezahl F = 4w (sehr feucht aber mäßig wechselnd), Lichtzahl L = 5 (sehr hell), Reaktionszahl R = 2 (sauer), Temperaturzahl T = 1+ (unter-alpin, supra-subalpin und ober-subalpin), Nährstoffzahl N = 2 (nährstoffarm), Kontinentalitätszahl K = 1 (ozeanisch).

## Systematik
Die Erstveröffentlichung von Soldanella pusilla erfolgte 1816 durch den deutschen Botaniker Johann Christian Gottlob Baumgarten auf der Grundlage von in Transsilvanien gesammelten Pflanzenexemplaren in Enumeratio stirpium magno Transsilvaniae principatui. Band 1, 1816, S. 138. Das Artepitheton pusilla bedeutet „winzig“.
Bei Zhang und Kadereit wurden 2004 zwei Unterarten von Soldanella pusilla anerkannt:
- Soldanella pusilla subsp. pusilla (Syn.: Soldanella pusilla var. biflora Borbás, Soldanella pusilla f. obliqua Györffy, Soldanella pirinica F.K.Meyer, Soldanella pusilla subsp. pirinica (F.K.Meyer) J.Chrtek): Sie besitzt eine Wuchshöhe von Wuchshöhe von 4 bis 7 Zentimetern. Die Kronzipfel sind 0,3 bis 0,7 Millimeter breit. Die Kronröhre besitzt eine Länge von 9 bis 18 Millimetern und an der Mündung einen Durchmesser von 4 bis 10, selten bis zu 12 Millimetern. Sie kommt nur in den südlichen Karpaten Rumäniens und im Rila-Gebirge und im Pirin-Gebirge Bulgariens vor.[9]
- Soldanella pusilla subsp. alpicola (F.K.Meyer) J.Chrtek (Syn.: Soldanella alpicola F.K.Meyer, Soldanella alpina var. minor Seringe, Soldanella alpina var. cylindrica Seringe, Soldanella alpina var. uniflora Steinberger, Soldanella pusilla var. parviflora Freyn, Soldanella pusilla var. chrysosplenifolia J.Murr, Soldanella pusilla f. calcicola Vierh., Soldanella pusilla f. diversifolia Zenari, Soldanella pusilla var. carestiae Cristofolini & Pignatti): Sie besitzt eine Wuchshöhe von bis zu 13 Zentimetern. Die Kronzipfel sind 0,4 bis 1,2 Millimeter breit. Die Kronröhre besitzt eine Länge von 8 bis 16 Millimetern und an der Mündung einen Durchmesser von 6 bis 13, selten bis zu 16 Millimetern. Sie kommt in den Alpen und im nördlichen Apennin vor.[9]